# Stacy Schiff
Stacy Schiff (nacida el 26 de octubre de 1961) es una autora estadounidense de no ficción. Fue columnista invitada en The New York Times.

## Biografía
Stacy Madeleine Schiff nació en Adams (Massachusetts), se graduó de la escuela preparatoria Phillips Academy (Andover) y obtuvo su título de Bachelor of Arts en el Williams College en 1982. Fue editora sénior de Simon & Schuster hasta 1990. Sus ensayos y artículos han aparecido en The New Yorker, The New York Times, New York Review of Books y The Times Literary Supplement.
Ganó el Premio Pulitzer 2000 de Biografía o Autobiografía por Vera, una biografía de Vera Nabókova, esposa y musa de Vladimir Nabokov. También fue finalista del Premio Pulitzer 1995 de Biografía o Autobiografía por Saint-Exupéry: A Biography sobre Antoine de Saint Exupéry.
Su obra A Great Improvisation: Franklin, France, and the Birth of America (2005) ganó el George Washington Book Prize. Su cuarto libro, Cleopatra: A Life, se publicó en 2010. 
En 2015 publicó The Witches: Salem, 1692. The New York Times lo aclamó «una narrativa casi como una novela de suspense.» David McCullough calificó el libro como «brillante de principio a fin.»
Antes columnista de The New York Times, Schiff reside en Nueva York y es fideicomisaria de la John Simon Guggenheim Memorial Foundation.

## Premios y reconocimientos
- National Endowment for the Humanities]], miembro[9]
- Cullman Center for Scholars & Writers, Biblioteca Pública de Nueva York, Director's Fellow
- John Simon Guggenheim Memorial Foundation, miembro[9]
- 1995 Premio Pulitzer finalista, Saint-Exupéry: A Biography
- 2000 Premio Pulitzer, ganadora por Vera[10]
- 2006 Academy Award in Literature, Academia Estadounidense de las Artes y las Letras
- 2006 Gilbert Chinard Prize, A Great Improvisation
- 2006 George Washington Book Prize, A Great Improvisation
- 2006 Ambassador Book Award (American Studies), A Great Improvisation
- 2010 EMMA Award a la excelencia periodística, «Who's Buried in Cleopatra's Tomb?»
- 2011 Library Lion por la Biblioteca Pública de Nueva York
- 2011 PEN/Jacqueline Bograd Weld Award for Biography, Cleopatra
- 2012 Phillips Academy Alumni Award of Distinction
- 2012 Vergennes Achievement Award de la Fundación Franco-Estadounidense
- 2013 Doctora Honoraria en Letras del Williams College
- 2014 BIO Award, Biographers International Organization
- 2015 Newberry Library Award
- 2015 Lapham's Quarterly Janus Prize
- 2017 New England Historic Genealogical Society Lifetime Achievement Award in History and Biography Archivado el 24 de junio de 2018 en Wayback Machine.

## Obras

### Libros
- Schiff, Stacy (1994). Saint-Exupéry: A Biography. Nueva York: A. A. Knopf. ISBN 0-679-40310-8. (Nominado al Premio Pulitzer 1995)[11]
- Schiff, Stacy (1999). Vera (Mrs. Vladimir Nabokov). Pan Books Ltd. ISBN 0-330-37674-8. (Ganador del Premio Pulitzer 2000)[12]
- Schiff, Stacy (2005). A Great Improvisation: Franklin, France, and the Birth of America. Nueva York: Henry Holt. ISBN 0-8050-6633-0.
- Schiff, Stacy (2010). Cleopatra: A Life. Little, Brown and Company. ISBN 0-316-00192-9.
- Schiff, Stacy (2015). The Witches: Salem, 1692. Nueva York: Little, Brown and Company. ISBN 9780316200615.

### Selección de ensayos y artículos
- «The Witches of Salem». New Yorker. 31 de agosto de 2015.
- «Desperately Seeking Susan». New York Times. 13 de octubre de 2006.
- Schiff, Stacy (14 de octubre de 2007). «Founding Chauvinist Pig?». New York Times. Consultado el 25 de agosto de 2018.

Reseña de Jon Kukla (2007). Mr. Jefferson's Women. Knopf. ISBN 1-4000-4324-7.
- Cleopatra's «Guide to Good Governance». New York Times. 4 de diciembre de 2010.
- «Eternal Flame - ‘Country Girl: A Memoir,’ by Edna O’Brien». New York Times. 10 de mayo de 2013.
- «The Interactive Truth». New York Times. 15 de junio de 2005.
- «Camp Stories (review of Nathan Englander's What We Talk About When We Talk About Anne Frank)». New York Times Sunday Book Review. 16 de febrero de 2012.